# المؤتمر الثاني للتحالف الدولي لحق المرأة في التصويت

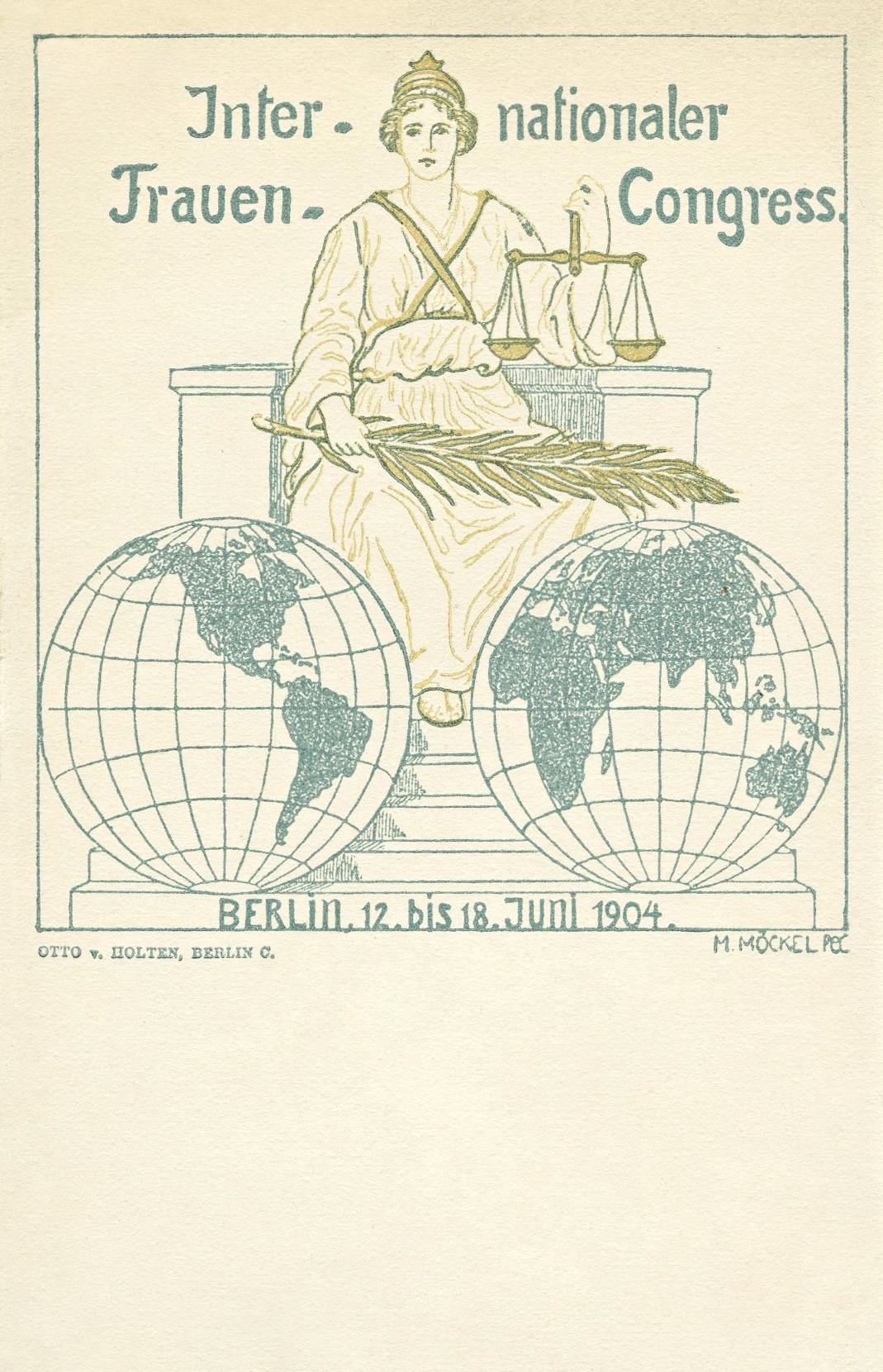
بطاقة بريدية من المؤتمر

تم انعقاد المؤتمر الثاني للتحالف الدولي لحق المرأة في التصويت في برلين بألمانيا في يونيو 1904. وكانت أبرز ملامح المؤتمر الثاني هي تشكيل «التحالف الدولي لحق المرأة في التصويت» واعتماد إعلان المبادئ.

## الإجراءات
دعت الأمريكية سوزان ب. أنتوني إلى عقد الاجتماع في 3 يونيو في فندق الأمير ألبرت. ألقت كلمة الترحيب الألمانية أنيتا أوجسبورج ثم اعطت مندوبات وايومنغ الكلمة لكاري تشابمان كات. تم تحديد التعيينات لتعيين الألمانية كاثي شيرماخر كمترجمة رسمية وأديلهيد فون ويلتشيك كسكرتيرة مساعدة؛ والمندوبة الهولندية أليتا جاكوبس والمندوبة الإنجليزية إديث باليسر كعضوتين في لجنة أوراق الاعتماد. تم تمثيل سبع جمعيات وطنية لحقوق المرأة من قبل مندوبين معينين بانتظام في المؤتمر: الدنمارك، ألمانيا، Gt. بريطانيا والنرويج والسويد وهولندا والولايات المتحدة. أصبح الزوار من سويسرا ونيوزيلندا والنمسا والمجر أعضاء في الاتفاقية وسمح لهم بالانضمام بحرية في المناقشة، حتى يتم اعتماد الدستور. 
قدمت آنا هوارد شو اقتراحًا بإعلان أنتوني العضو الأول في الجمعية الجديدة، كما نقلت لوكريتيا لونجشور بلانكنبورج أن ماري ستافورد أنتوني يجب أن تكون العضو الثاني. تم تنفيذ هذه الاقتراحات بالإجماع وصوّتت المندوبات بعد ذلك على دعوة جميع اللواتي حضرن المؤتمر في واشنطن كأعضاء في الميثاق. بعد ذلك، تم قبول الزملاء الفخريين الجدد، بما في ذلك النمساوية فريدريك ميكلر فون تراونويز؛ الدنماركيتان آنا هود، جوهان مونتر، وشارلوت نوري؛ المجرية بيرثا كاتشر؛ النيوزيلنديتين فيلهلمينا شريف باين وإيزابيل نابير؛ والسويسرية بولين شابونيير تشايكس وكميل فيدارت.  تم استدعاء قائمة الدول الممثلة، وتعهدت مندوبات من ألمانيا وبريطانيا العظمى والسويد وهولندا والولايات المتحدة بالانتماء إلى المنظمة الجديدة، التي تسمى الآن التحالف الدولي لحقوق المرأة. تمت إضافة اسم أستراليا أيضًا إلى القائمة حيث أبلغت السكرتيرة عن رغبة المناصرات بحق المرأة في التصويت هناك لدخول المنظمة الجديدة بمجرد تشكيلها. 
أوضحت المندوبات من النرويج أنهن على الرغم من أنهن لا يشكون في أن جمعية الاقتراع النرويجية ترغب في أن تصبح عضوًا في التحالف، إلا أنهم لم يشعروا بأنهم مخولون بالتعهد بالانتماء إلى أن يتم عقد مؤتمر مع الأعضاء الآخرين في جمعيتهم. لم تر بعض المندوبات من الدنمارك أنه من اللائق الانضمام إلى التحالف لأن الجمعية الدنماركية لحق المرأة في الاقتراع عملت فقط من أجل الاقتراع على مستوى البلدات. وبالتالي، فإن انتخاب أعضاء المكتب الذي أعقب ذلك شارك فيه مندوبون من خمسة بلدان فقط. تم تمثيل أربعة من هؤلاء في المجلس الرسمي. وربما أن سبب عدم تمثيل السويد على هذا النحو لأن مندوباتها لم يقترحن أي مرشحة. 
تم انتخاب المسؤولتين التنفيذتين، كانت من بينهما سوزان ب. أنتوني، الرئيسة الفخرية؛ كاري شابمنت كات، الرئيسة؛ أنيتا أوجسبورج، النائب الأول للرئيسة؛ ميليسنت فوسيت، النائب الثاني للرئيسة؛ راشيل فوستر أفيري، سكرتيرة؛ كاتي شيرماتشر وجونا نابر سكرتيرتان مساعدتان؛ وصوفيا رودجر كونليف، أمينة الصندوق. استقالت النبر في وقت لاحق وحلت محلها مارتينا كرامر. 
بعد فترة وجيزة من تأجيل الحلف، وصل بعض المندوبات المتأخرات من النرويج، وعقد المؤتمر المتوقع. تم تقديم التقرير على الفور إلى مسؤولات التحالف، بأن الجمعية النرويجية لحق الاقتراع ترغب في أن تصبح عضوًا. بعد أن تشاور غالبية المندوبين من الدنمارك معًا، أعربوا بالمثل عن رغبتهم في الانضمام إلى التحالف، وتعهدوا بأن يعلن اتحادهم نفسه عن حق الاقتراع الكامل. تم تقديم هذين الطلبين إلى المسؤولات اللواتي بقين في برلين، وبعد أن صوتت الأغلبية لقبولهن، أصبحت هاتان الجمعتان عضوين. وهكذا، قبل مغادرة برلين، دخلت كل جمعية وطنية مختصة بحق الاقتراع في العالم في التحالف، باستثناء كندا، وكان عدد البلدان الممثلة ثمانية. 

## مشاهير الحضور
- لوكريشيا لونجشور بلانكنبورج [5]

## أنظر أيضا
- التحالف النسائي الدولي
- المؤتمر الأول للتحالف الدولي لحق المرأة في التصويت
- المؤتمر الثالث للتحالف الدولي لحقوق المرأة
- المؤتمر الرابع للتحالف الدولي لحق المرأة في التصويت
- المؤتمر الخامس للتحالف الدولي لحق المرأة في الإقتراع

### الإسناد
- تتضمّنُ هذه المقالة نصوصًا مأخوذة من هذا المصدر، وهي في الملكية العامة: International Alliance of Women for Suffrage and Equal Citizenship (1908). Report of Congress. Amsterdam, Holland.{{استشهاد بكتاب}}:  صيانة الاستشهاد: مكان بدون ناشر (link)